# Cylindrepomus bilineatus
Cylindrepomus bilineatus är en skalbaggsart som beskrevs av Schwarzer 1926. Cylindrepomus bilineatus ingår i släktet Cylindrepomus och familjen långhorningar.
Artens utbredningsområde är Sulawesi. Inga underarter finns listade i Catalogue of Life.